# Bătinești, Vrancea
Bătinești este un sat în comuna Țifești din județul Vrancea, Moldova, România.
Cu toate ca localitatea Tifesti din care face parte, este cunoscuta pentru podgoriile sale, satul Batinesti este cunoscut ca fiind un important bazin legumicol. 

## Istoric
Primul atestat despre Bătinești datează de la 1421 când Alexandru cel Bun (secolul al XIV-lea-1432) a dat hrisov de întemeiere a moșiei lui Batin, mâna lui dreaptă. Batin, primește pentru credincioasă slujbă, trei sate pe Putna.

## Instituții
În Bătinești există o școala gimnazială (cu clasele I-VIII) și o parohie.

## Transport
Satul este traversat de șoseaua județeană DJ205E. De la Bătinești circulă autobuze cu plecare din stația Bătinești și sosire în stația Autogara Nord Focsani, situat la circa 20 km distanță. 